# Грб Андријевице
Грб Андријевице је званични грб црногорске општине Андријевица, усвојен 23. јуна 2004. године.

## Опис грба
Статут Општине Андријевица овако описује грб:
Облик грба је у облику модификованог квадрата урађен у нијансама плаве, црвене сиве и бијеле боје. Централно мјесто на грбу додијељено је споменицима ратницима Балканских и Првог и Другог свјетског рата који се налазе на Књажевцу.
Иза споменика су планински масиви Комова. Са лијеве стране при врху грба је отворена књига у нијансама црвено бијеле боје. Десно је сунце у црвеној боји. У десном углу при дну грба налази се црква Св. Архангела Михаила у нијансама сиво плаве боје. При врху грба великим ћириличним словима у црвеној боји уписано је име града.
Општина Андријевица има заставу. Застава је правоугаоног облика чија је дужина најмање двоструко већа од висине, свијетло плаве боје, са уцртаним грбом у горњем лијевом углу.